# Siebel Fh 104
Siebel Fh 104 Hallore – niemiecki samolot dyspozycyjny z okresu II wojny światowej.

## Historia

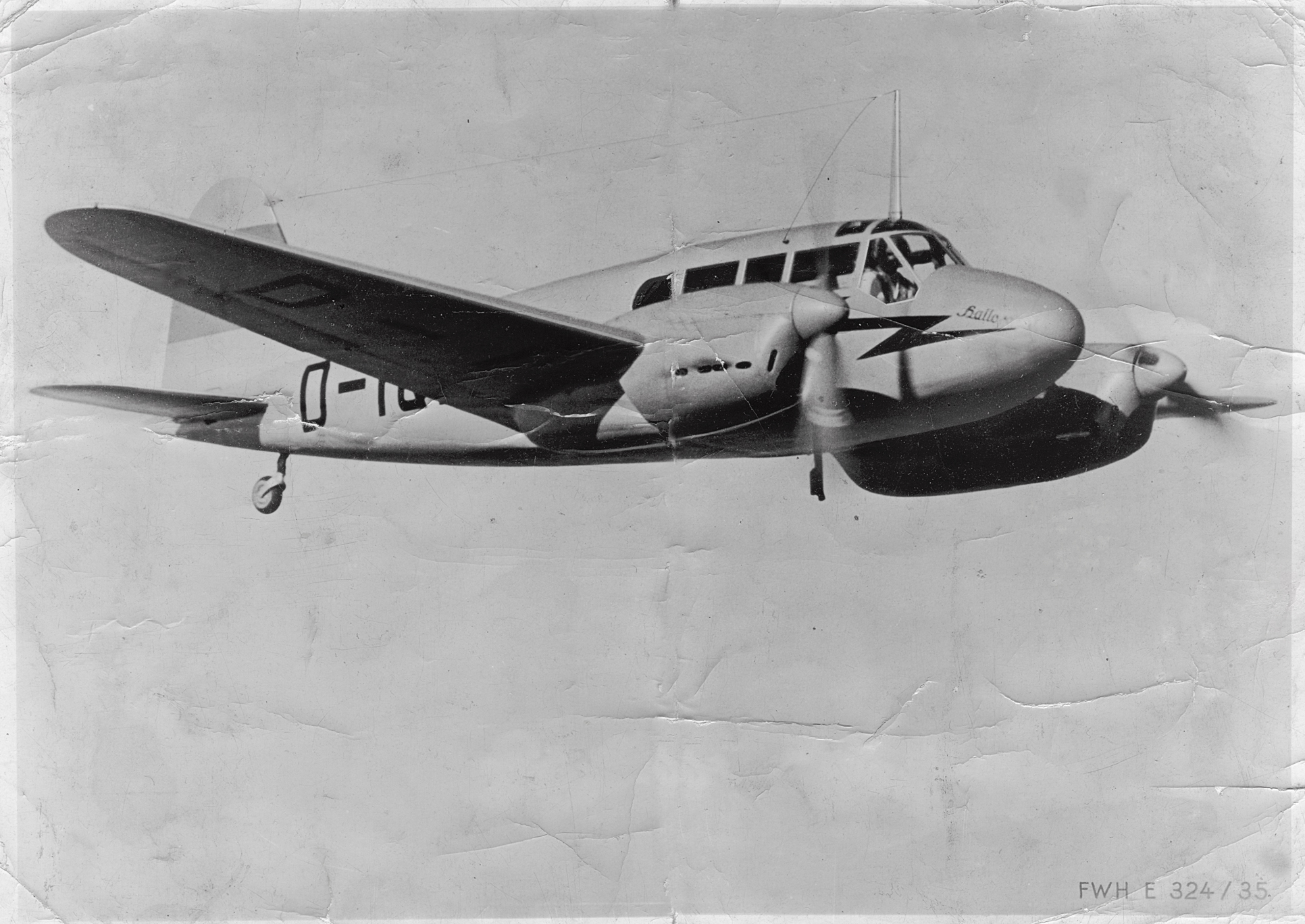
Fh 104 w locie

W 1935 roku niemieckie Ministerstwo Lotnictwa (RLM) ogłosiło konkurs na budowę lekkiego samolotu dyspozycyjnego mogącego przewieźć 5 pasażerów. Samolot tego typu opracował zespół pod kierunkiem Friedricha Fechera z firmy Klemm, który początkowo otrzymał oznaczenie Kl 104, a później Fh 104 Hallore, gdy projekt ten zakupiła firma Siebel Flugzeugwerke Halle A.G.
Pierwszy prototyp tego samolotu oblatano 25 lutego 1937 roku. Napędzany był dwoma silnikami Hirth HM 508C każdy o mocy 270 KM (198 kW). W trakcie badań prototyp samolotu Fh 104 w lipcu 1938 roku wziął udział i zwyciężył w rajdzie Raduno dei Littorio we Włoszech. Samoloty te wzięły także udział w międzynarodowych wyścigach lotniczych we Frankfurcie nad Menem w 1938 i 1939 roku, gdzie okazały się najszybszymi samolotami.
We wrześniu 1938 roku szef pilotów oblatywaczy firmy Siebel Flugzeugwerke Halle A.G. inż. Ziese odbył jednodniowy rajd po Europie, w trakcie którego w ciągu 21 godzin odwiedził 12 krajów i pokonał trasę 6200 km. W marcu 1939 roku Wilhelm Balthasar na samolocie Fh 104 wykonał lot wokół Afryki, pokonując trasę długości 40 tys. km.
W trakcie prób obu maszyn okazało się, że ich silniki są zbyt słabe, i w trzecim prototypie zastosowano mocniejsze silniki Hirth HM 504D o mocy 280 KM (206 kW). Ten prototyp stał się wzorcowym samolotem do produkcji seryjnej, którą rozpoczęto w 1939 roku. W sumie wyprodukowano 39 samolotów Siebel Fh 104 Hallore.

## Użycie
Samolot Siebel Fh 104 Hallore od 1939 roku był wprowadzany do niemieckich jednostek lotniczych jako samolot dyspozycyjny wyższych dowódców oraz samolot kurierski. Był on użytkowany przez cały okres II wojny światowej.
Samolotem tego typu dysponowały też siły powietrzne Słowacji.
Po zakończeniu II wojny światowej samolot tego typu był samolotem dyspozycyjnym dowódcy lotnictwa Czechosłowacji, nosił on tam oznaczenie C-30 (później D-54).

## Opis konstrukcji
Samolot Siebel Fh 104 Hallore był dolnopłatem o konstrukcji mieszanej. Konstrukcja kadłuba była wykonana z duraluminium, skrzydła miały konstrukcję drewnianą. Skrzydła pokryte były sklejką.
Napęd stanowiły dwa silniki rzędowe umieszczone w gondolach na skrzydłach.
Podwozie klasyczne z kółkiem ogonowym. Podwozie główne chowane było w trakcie lotu w gondole silnikowe.